# Charles Nicolle
Charles Jules Henri Nicolle (Ruan, 21 de septiembre de 1866 - Túnez, 28 de febrero de 1936) fue un médico francés, especialista en microbiología.
Trabajó primero en el hospital de Ruan en donde participó en la elaboración de un suero contra la difteria. En 1903, asumió la dirección del Instituto Pasteur en Túnez, y allí trabajó en diversas enfermedades infecciosas, como el tifus y la malaria y estudiando el papel que desempeñan algunos animales en su propagación. Así, en 1909 descubre que el piojo es el principal transmisor del tifus. Con esta constatación, se llega a la consecuencia de que la eliminación de los piojos será necesaria para evitar la transmisión de la enfermedad y para salvara vidas. Recibió el Premio Nobel de Medicina en 1928.
Es el autor de esta profética sentencia referente a la aparición de nuevas enfermedades: 

Así pues, habrá nuevas enfermedades. Es un hecho inevitable. Otro hecho, también inevitable, es que nunca seremos capaces de localizarlas en sus orígenes. Cuando seamos conocedores de esas enfermedades, ya estarán formadas, serán, por decirlo así, adultas. Y aparecerán como apareció Atenea, saliendo armada desde la cabeza de Zeus. ¿Cómo las reconoceremos, esas nuevas enfermedades, cómo podríamos sospechar su existencia antes de que se vistan con síntomas? Hay que resignarse a la ignorancia en los primeros casos evidentes. Se ignorarán, se confundirán con enfermedades existentes con anterioridad y sólo tras un largo periodo de ir a ciegas separaremos el nuevo tipo patológico del tablero de las enfermedades ya clasificadas.

## Distinciones
- Premio Nobel de fisiología y medicina (1928).
- Miembro de la Academia de Ciencias de Francia (1929).
- Comendador de la Legión de honor (1931)[1]
- Profesor del Collège de France en la cátedra de medicina experimental (1932).